# Aron Pálmarsson
Aron Pálmarsson (* 19. Juli 1990 in Hafnarfjörður) ist ein ehemaliger isländischer Handballspieler.

## Karriere

### Verein
Aron Pálmarsson spielte seit seiner Jugend beim isländischen Verein FH Hafnarfjörður. Der Rückraumspieler gilt als eines der größten Talente im Welthandball. Im Juni 2008 hatte der TBV Lemgo mit ihm einen Vorvertrag über zwei Jahre abgeschlossen, mit dem er an den Verein gebunden werden sollte. Am 20. Dezember 2008 gab der THW Kiel dann überraschend die Verpflichtung von Aron Pálmarsson ab Juli 2009 bekannt. In Kiel hatte er einen Vierjahresvertrag erhalten, der im Dezember 2010 vorzeitig um zwei Jahre bis 2015 verlängert wurde. Mit den Zebras gewann er 2010 und 2012 die EHF Champions League, 2010, 2012, 2013, 2014 und 2015 die deutsche Meisterschaft, 2011, 2012 und 2013 den DHB-Pokal, 2011 den Super Globe sowie 2011 und 2012 den DHB-Supercup. Zur Saison 2015/16 unterschrieb er einen Dreijahresvertrag beim ungarischen Serienmeister Telekom Veszprém. 2016 und 2017 unterlag er mit den Ungarn in der Champions League jeweils im Finale. Im Oktober 2017 wechselte er vorzeitig für eine „Rekordablöse“ zum FC Barcelona. Zur Saison 2021/22 unterschrieb er einen Dreijahresvertrag beim dänischen Verein Aalborg Håndbold. Im Sommer 2023 verließ er vorzeitig den Verein und kehrte zu FH Hafnarfjörður zurück. Im Oktober 2024 schloss er sich zum zweiten Mal dem KC Veszprém an. Im Sommer 2025 beendete er nach dem Gewinn der ungarischen Meisterschaft seine Karriere.

### Nationalmannschaft
Mit der Isländischen Nationalmannschaft, für die Aron Pálmarsson in bisher 182 Länderspielen 694 Tore erzielte, nahm er an den Europameisterschaften 2010, 2012, 2014, 2016, 2018, 2020, den Weltmeisterschaften 2011, 2013, 2015, 2019 sowie an den Olympischen Spielen 2012 in London, bei denen er in das All Star Team gewählt wurde, teil. Bei der Weltmeisterschaft 2025 warf er 20 Tore in fünf Spielen und belegte mit dem Team den 9. Platz.

## Sonstiges
Arons Vater Pálmar Sigurðsson ist ein bekannter ehemaliger Basketballspieler. Der ehemalige Fußballspieler Eiður Guðjohnsen ist sein Onkel.

## Erfolge
- Isländische Nationalmannschaft
  - Bronze, Europameisterschaft 2010
- FH Hafnarfjörður
  - vielversprechendster Spieler der Liga, bester Angriffsspieler 2009
- Isländische Jugend-Nationalmannschaft
  - Vize-Weltmeister und All-Star 2009
- THW Kiel
  - Champions-League-Sieger 2010 und 2012
  - Deutscher Meister 2010, 2012, 2013, 2014 und 2015
  - DHB-Pokal 2011, 2012 und 2013
  - Super-Globe-Sieger 2011
  - DHB-Supercup 2011 und 2012
  - Wahl zum „Rookie des Jahres 2010“
- KC Veszprém
  - Ungarischer Meister 2016, 2017, 2025
  - Ungarischer Pokalsieger 2016, 2017
- FC Barcelona
  - Champions-League-Sieger 2021
  - Spanischer Meister 2018, 2019, 2020, 2021
  - Spanischer Pokalsieger 2018, 2019, 2020, 2021
- Aalborg Håndbold
  - Dänischer Supercup 2022
- Auszeichnungen
  - Islands Handballer des Jahres 2011, 2020[14]
  - Islands Sportler des Jahres 2012

## Bundesligabilanz
| Saison    | Verein   | Spielklasse | Spiele | Tore | 7-Meter | Feldtore |
| --------- | -------- | ----------- | ------ | ---- | ------- | -------- |
| 2009/10   | THW Kiel | Bundesliga  | 31     | 45   | 3       | 42       |
| 2010/11   | THW Kiel | Bundesliga  | 34     | 77   | 0       | 77       |
| 2011/12   | THW Kiel | Bundesliga  | 29     | 45   | 0       | 45       |
| 2012/13   | THW Kiel | Bundesliga  | 27     | 75   | 0       | 75       |
| 2013/14   | THW Kiel | Bundesliga  | 28     | 84   | 0       | 84       |
| 2014/15   | THW Kiel | Bundesliga  | 30     | 64   | 0       | 64       |
| 2009–2015 | gesamt   | Bundesliga  | 179    | 390  | 3       | 387      |